# Episodi di Casa Keaton (settima stagione)
La settima e ultima stagione della serie televisiva Casa Keaton, composta da 26 episodi, è stata trasmessa negli Stati Uniti sul canale NBC dal 30 ottobre 1988 al 14 maggio 1989.
In Italia è andata in onda su Italia 1 dall'8 giugno 1992 al 7 settembre 1992.
| nº | Titolo originale                           | Titolo italiano          | Prima TV USA     | Prima TV Italia  |
| -- | ------------------------------------------ | ------------------------ | ---------------- | ---------------- |
| 1  | It Happened One Night                      |                          | 30 ottobre 1988  | 8 giugno 1992    |
| 2  | Designing Woman                            |                          | 6 novembre 1988  | 8 giugno 1992    |
| 3  | Truckers                                   | I camionisti             | 13 novembre 1988 | 15 giugno 1992   |
| 4  | Beyond Therapy                             |                          | 27 novembre 1988 | 15 giugno 1992   |
| 5  | Heartstrings - Part 1                      |                          | 4 dicembre 1988  | 22 giugno 1992   |
| 6  | Heartstrings - Part 2                      |                          | 11 dicembre 1988 | 22 giugno 1992   |
| 7  | Heartstrings - Part 3                      |                          | 18 dicembre 1988 | 29 giugno 1992   |
| 8  | Basic Training                             |                          | 1º gennaio 1989  | 29 giugno 1992   |
| 9  | Deja Vu                                    |                          | 8 gennaio 1989   | 6 luglio 1992    |
| 10 | Nick's Best Friend                         | Il miglior amico di Nick | 15 gennaio 1989  | 6 luglio 1992    |
| 11 | Get Me to the Living Room on Time          |                          | 29 gennaio 1989  | 13 luglio 1992   |
| 12 | The Job Not Taken                          |                          | 5 febbraio 1989  | 13 luglio 1992   |
| 13 | The Wrecker's Ball                         |                          | 12 febbraio 1989 | 20 luglio 1992   |
| 14 | My Best Friend's Girl                      |                          | 19 febbraio 1989 | 20 luglio 1992   |
| 15 | 'Til Her Daddy Takes the T-Bird Away       |                          | 26 febbraio 1989 | 27 luglio 1992   |
| 16 | Simon Says                                 |                          | 5 marzo 1989     | 27 luglio 1992   |
| 17 | All in the Neighborhood - Part 1           |                          | 12 marzo 1989    | 3 agosto 1992    |
| 18 | All in the Neighborhood - Part 2           |                          | 19 marzo 1989    | 3 agosto 1992    |
| 19 | They Can't Take That Away from Me - Part 1 |                          | 2 aprile 1989    | 10 agosto 1992   |
| 20 | They Can't Take That Away from Me - Part 2 |                          | 9 aprile 1989    | 10 agosto 1992   |
| 21 | Rain Forests Keep Fallin' on My Head       |                          | 16 aprile 1989   | 17 agosto 1992   |
| 22 | Wrap Around the Clock - Part 1             |                          | 23 aprile 1989   | 24 agosto 1992   |
| 23 | Wrap Around the Clock - Part 2             |                          | 23 aprile 1989   | 31 agosto 1992   |
| 24 | Mr. Keaton Takes a Vacation                |                          | 7 maggio 1989    | 7 settembre 1992 |
| 25 | Alex Doesn't Live Here Anymore - Part 1    |                          | 14 maggio 1989   | 7 settembre 1992 |
| 26 | Alex Doesn't Live Here Anymore - Part 2    |                          | 14 maggio 1989   | 7 settembre 1992 |